# Giovanni Marchiori
Giovanni Marchiori (* 31. März 1696 in Caviola d’Agordo; † 2. Januar 1778 in Treviso)

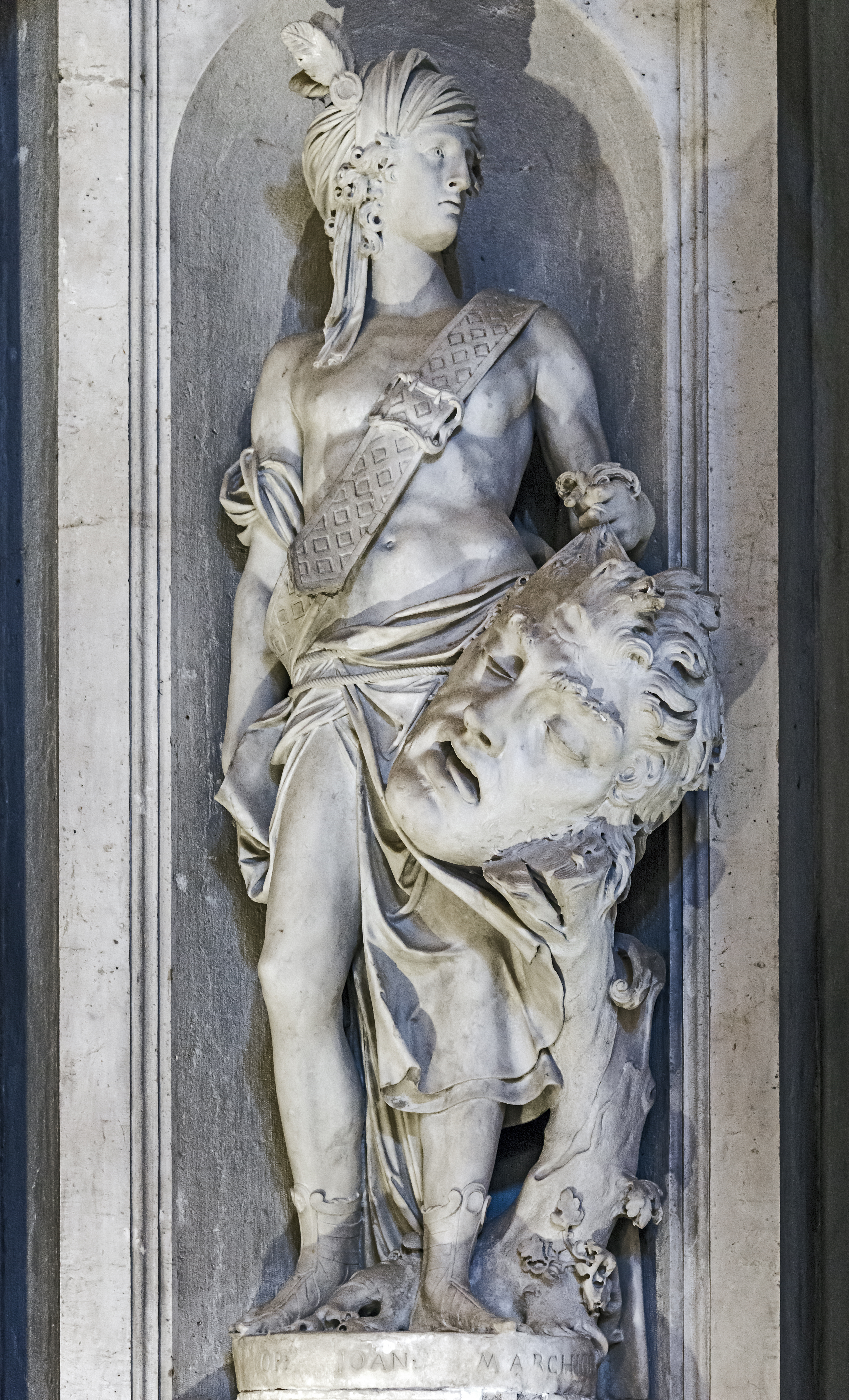
G. Marchiori: David mit dem Haupt des Goliath, San Rocco, Venedig

war ein norditalienischer Bildhauer. Sein Werk umfasste Skulpturen vorwiegend für die Ausstattung von Kirchen aber auch für Gärten. Die Themen seiner Werke sind christlich oder entstammen der römischen Mythologie.

## Leben
Marchioris Vater trug denselben Namen, seine Mutter war Maria Maddalena Fent. 1708 war er Lehrjunge bei Giuseppe Fanoli in Venedig. Er lernte offenbar auch bei Andrea Brustolon die Holzbildhauerei. 1725 schrieb er sich in das zwei Jahre zuvor gegründete Kollegium der Bildhauer ein.
Am Beginn von Marchioris künstlerischer Tätigkeit standen holzbildnerische Arbeiten. Erste signierte Arbeiten in Marmor sind ab 1737 nachgewiesen. Um 1750 übersiedelte er nach Treviso. Er starb 1778 in Treviso und wurde in San Tommaso an der Seite seiner Ehefrau beigesetzt.

## Werke

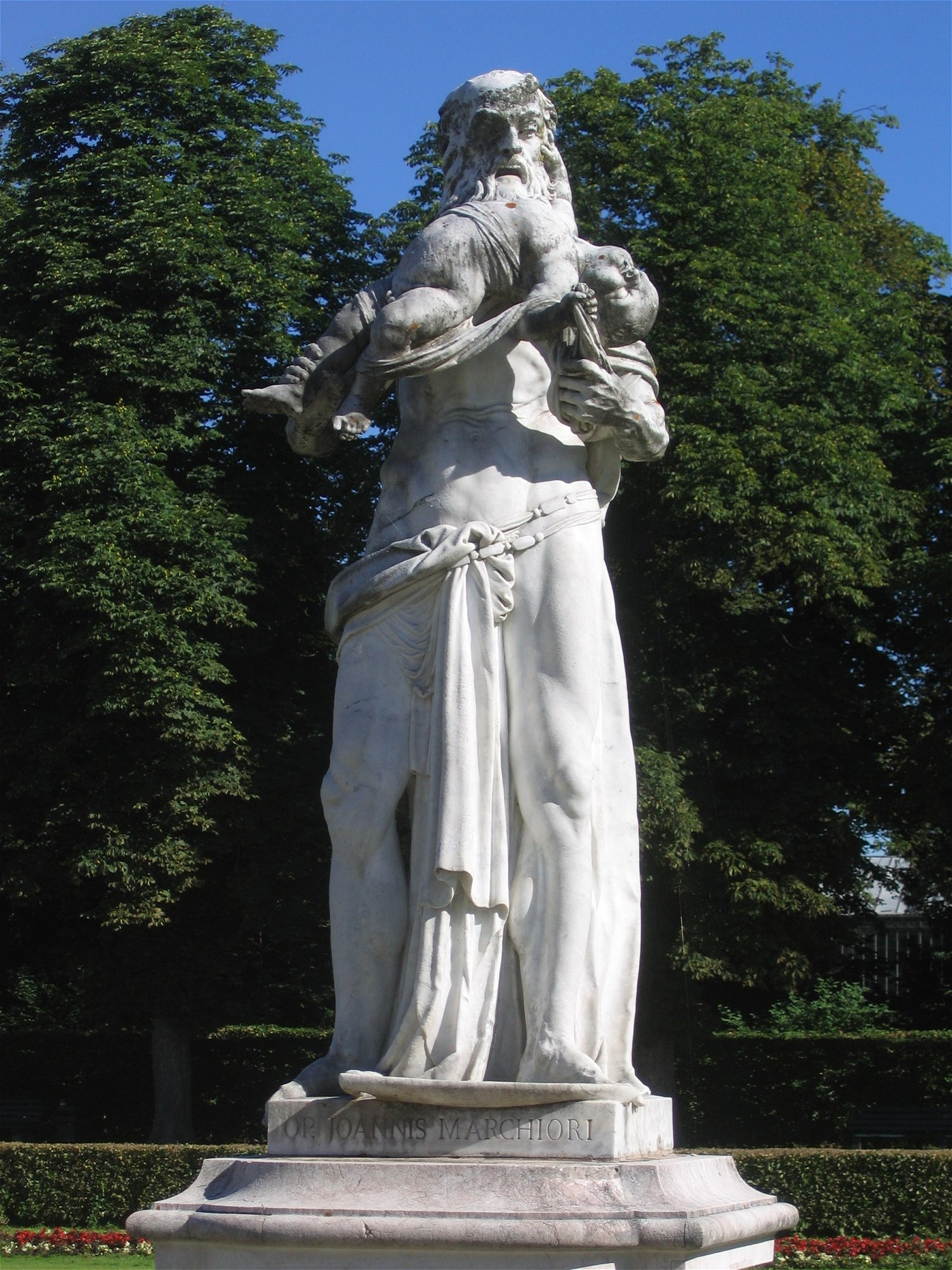
Giovanni Marchiori: Saturn verspeist seine Kinder im Nymphenburger Schlosspark

Fast alle seiner erhaltenen Arbeiten befinden sich im Veneto. Von hoher künstlerischer Qualität sind die 24 holzgeschnitzten Schranktüren im oberen Saal der Scuola Grande di San Rocco in Venedig, die von 1741 bis 1743 entstanden. Für die Kirche San Rocco schuf er neben mehreren Holzfiguren für die Orgel 1744 die marmornen Skulpturen David mit dem Haupt des Goliath und Hl. Cäcilia, die bereits frühklassizistisch wirken und in ihrer Eleganz auf Canova vorausweisen. Für die Fassade derselben Kirche schuf er 1766–67 auch die Statuen der Hl. Gerardo Sagredo und Pietro Orseolo.
In Österreich finden sich vier Statuen für den Hauptaltar des Grazer Doms (1731–32). In Deutschland stehen die in Carrara-Marmor ausgeführten Statuen der Kybele und des Saturn im Nymphenburger Park (beide vor 1765). Beide Statuen wurden 1765 aus Treviso über Mittenwald nach München transportiert.

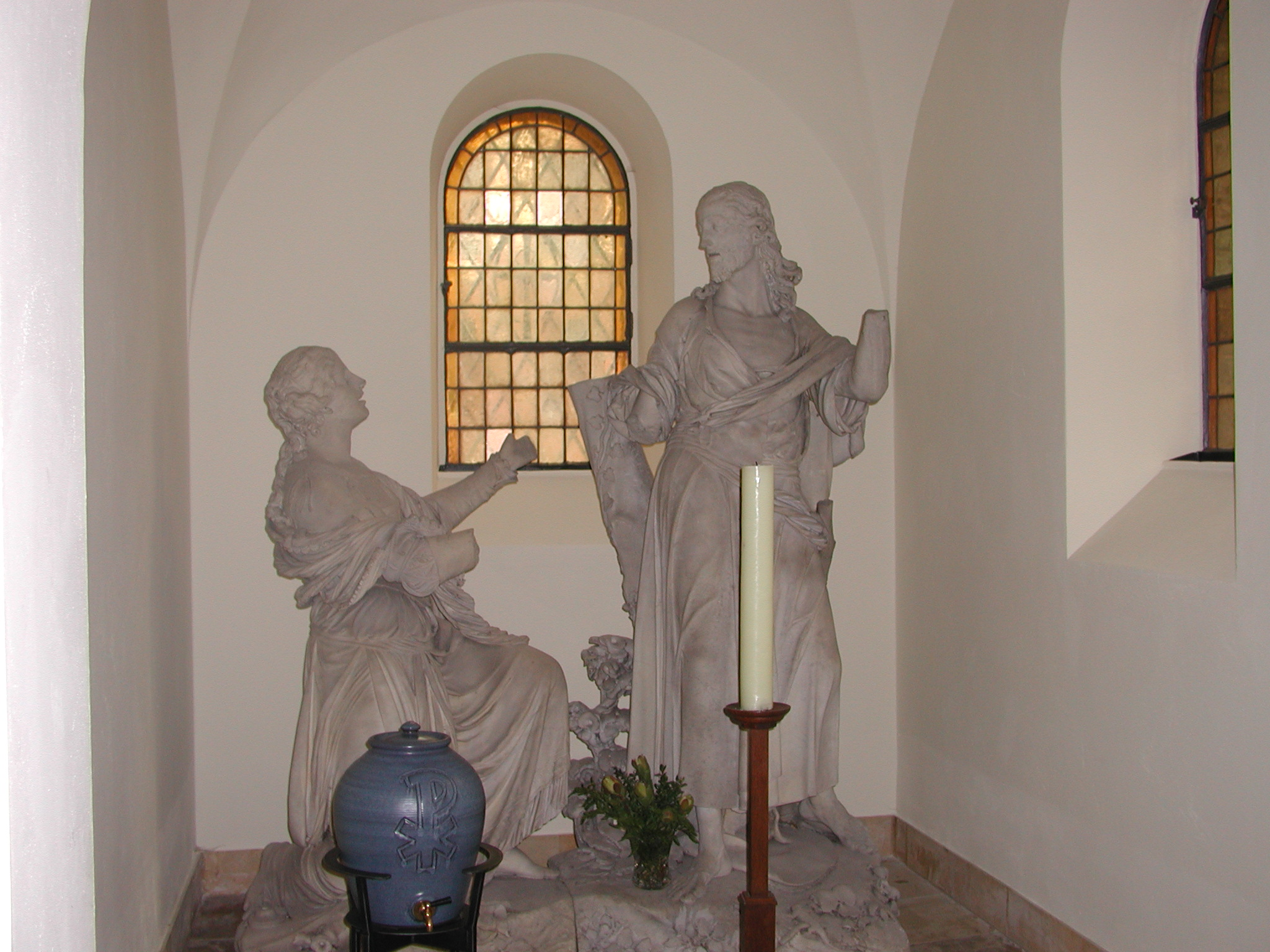
Giovanni Marchiori: Noli me tangere in Berlin

In Berlin steht die in Marmor gearbeitete Skulpturengruppe Noli me tangere, die ihren ursprünglichen Platz auf dem Hochaltar in der Sankt-Hedwigs-Kathedrale hatte, nach 1945 in die Kapelle der Hedwigsgemeinde auf den Friedhof in Berlin-Hohenschönhausen verbracht wurde und seit 1985 in der St. Marien (Berlin-Karlshorst) Kirche in einer kleinen Seitenkapelle steht.
Im Garten der Villa Grimani in Martellago befanden sich vier allegorische Gartenskulpturen (um 1750); sie stehen heute in Morristown in New Jersey.